# فی ماهی
فی ماهی یک ستاره است که در صورت فلکی ماهی قرار دارد.